# Rete filoviaria di Ancona
La rete filoviaria di Ancona fu inaugurata nel 1949, per sostituire la rete tranviaria della città, seriamente danneggiata nel 1943 dai bombardamenti della Seconda guerra mondiale. 
Arrivata negli anni sessanta ad un'estensione di 26 chilometri, è attualmente composta da una sola linea, la 1/4, lunga 6,5 km; i capolinea sono in piazza IV Novembre, al Passetto, e al termine di via Tavernelle, nel rione omonimo.
La linea 1/4 (comunemente pronunciata uno quattro) risulta dall'unione delle precedenti linee 1 e 4, ha una frequenza media di cinque minuti nelle ore di punta e percorre l'itinerario seguente:
- piazza IV Novembre - viale della Vittoria - piazza Cavour - piazza Roma - Archi - stazione centrale - viale Giordano Bruno - piazza Ugo Bassi (dove termina il percorso della linea 1) - via Torresi - Tavernelle (dove termina il percorso della linea 4).

## Storia
La realizzazione della rete filoviaria di Ancona fu una conseguenza della distruzione quasi totale della precedente rete tranviaria causata dai bombardamenti della Seconda guerra mondiale. La necessità di provvedere quanto prima al ripristino del servizio di trasporto pubblico portò a preferire il filobus al posto del tram, per la maggiore rapidità di realizzazione. Conservando la precedente sigla, l'ATMA, già "Azienda Tranviaria Municipale Ancona" diventò "Azienda di Trasporti Municipalizzati Autofiloviari"; il servizio filoviario fu inaugurato il 15 marzo 1949.
L'ATMA disponeva dei seguenti modelli di filobus: FIAT 668F - Stanga (due serie di dodici e quattro veicoli numerati da 1 a 16); FIAT 2401 - CaNSA (5 esemplari classificati 17÷21).
Sulla linea diretta a Falconara svolgevano servizio filobus Alfa Romeo 140/AF, Alfa Romeo 800 e Marelli 125 a tre assi.

### Anni cinquanta
All'inizio degli anni cinquanta la rete era di 21,5 km (19 a bifilare doppio e 2,5 a bifilare semplice) ed erano attive otto linee di filobus.
Alla fine del decennio fu istituita una nuova linea: la "5".
Nella tabella seguente si riportano le linee attive alla fine degli anni cinquanta, indicate secondo la toponomastica dell'epoca; il colore blu indica la percorrenza in via Flaminia.
| Denominazione della linea | Capolinea di partenza | Percorso | Capolinea di arrivo              | Lunghezza e note   |
| ------------------------- | --------------------- | --- | -------------------------------- | ------------------ |
| 1                         | Ferrovia              | via Marconi - via XXIX Settembre - piazza Cavour - viale della Vittoria                                                                                   | piazza IV Novembre               | 4,5 km             |
| 2                         | piazza Cavour         | via XXIX Settembre - via Marconi - viale G. Bruno - piazza U. Bassi - viale Cristoforo Colombo - salita del Pinocchio                                     | piazza del Pinocchio             | 5 km               |
| 3                         | piazza Cavour         | via XXIX Settembre - via Marconi - viale G. Bruno - piazza U. Bassi - viale Cristoforo Colombo - via Ascoli Piceno                                        | piazza Padella                   | 5 km               |
| 4                         | piazza Cavour         | via XXIX Settembre - via Marconi - viale G. Bruno - piazza U. Bassi - via Torresi - Le Grazie                                                             | Tavernelle                       | 5,2 km             |
| 5                         | piazza Cavour         | via XXIX Settembre - via Marconi - viale G. Bruno - piazza U. Bassi - viale Cristoforo Colombo - piazza d'Armi                                            | ospedale psichiatrico            | 5 km               |
| Centro-Falconara          | via Castelfidardo     | via XXIX Settembre - via Marconi - stazione centrale - via Flaminia - Palombella - Torrette - Palombina Nuova - Palombina Vecchia - stazione di Falconara | passaggio a livello di Villanova | 13 km              |
| Diretto per Falconara     | via Castelfidardo     | senza fermate intermedie sino alla stazione di Falconara                                                                                                  | passaggio a livello di Villanova | 13 km              |
| Passetto-Palombina        | piazza IV Novembre    | viale della Vittoria - piazza Cavour - via XXIX Settembre - via Marconi - stazione centrale - via Flaminia - Palombella - Torrette                        | Palombina                        | 10 km Linea estiva |
| Piano-Palombina           | piazza U. Bassi       | stazione centrale - via Flaminia - Palombella - Torrette                                                                                                  | Palombina                        | 8 km Linea estiva  |

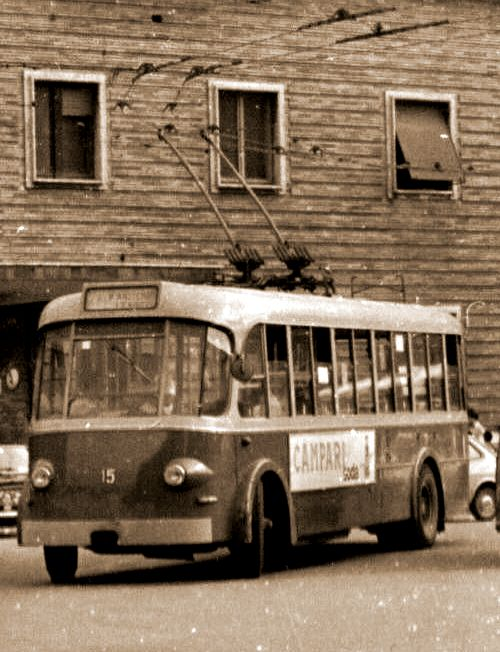
Un filobus Fiat 668F OMS davanti alla stazione centrale. Foto Roberto Amori

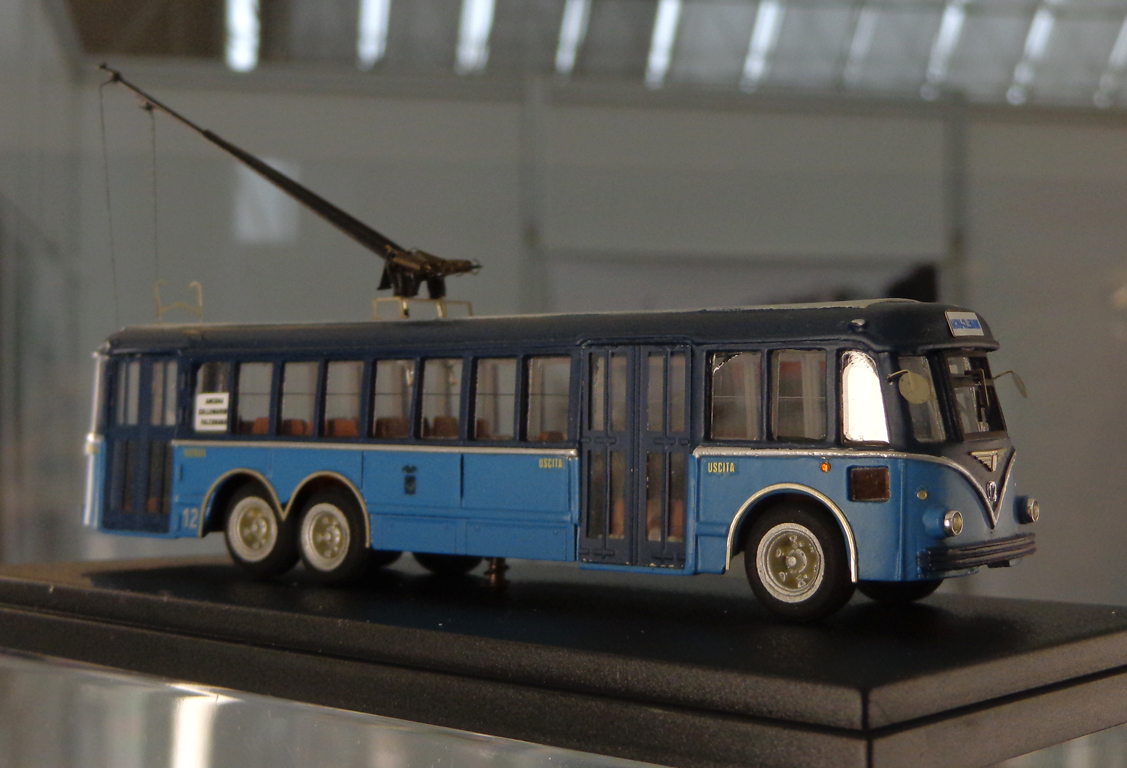
Modellino dei filobus che percorrevano la via Flaminia, caratterizzati dalla livrea blu-azzurra

Nel 1948 Falconara si era staccata dal comune di Ancona acquisendo l'autonomia municipale; di conseguenza, dal 1951, le ultime quattro linee dell'elenco, in quanto uscivano dai confini comunali vennero prese in gestione dall'APTA (Azienda Provincializzata Trasporti Autofiloviari); alla quale vennero assegnati i modelli Alfa Romeo 140 AF, Alfa Romeo 800 e Marelli 125, poi affiancati da una vettura Lancia Esatau (proveniente dalla UITE di Genova). I mezzi dell'APTA furono tutti dipinti con il tipico colore blu. All'ATMA rimasero le dodici vetture del modello Fiat 668 F/110 Stanga, nel 1952 affiancati da altre quattro dello stesso modello e nel 1956 da cinque Fiat 2401 Cansa. I mezzi dell'ATMA avevano livrea "biverde", ossia erano dipinti con due diverse tonalità di verde.

### Anni sessanta
Nel 1964 la rete filoviaria italiana raggiungeva la sua massima estensione: 1121 km. Anche ad Ancona gli anni sessanta sono stati l'epoca d'oro del filobus, tanto che ancora oggi il termine "filobus" è usato in città come sinonimo di "mezzo pubblico".
Nel 1962, con l'apertura della galleria sotto il colle di Santo Stefano, venne installato un ulteriore bifilare (Galleria del Risorgimento - Via Martiri della Resistenza - Viadotto della Ricostruzione - Piazza U. Bassi - Corso Carlo Alberto - Piazzale Italia).
La rete filoviaria anconitana raggiunse allora uno sviluppo di circa 26 chilometri.
Con l'inaugurazione del nuovo tracciato il servizio fu riorganizzato: vennero istituite due linee circolari (circolare rossa e circolare nera), la linea 3 venne sdoppiata in 3 nero (che seguiva il vecchio percorso) e 3 rosso (sul nuovo percorso), la linea 2 venne sdoppiata in 2 nero (sul vecchio percorso) e 2 rosso (nuovo percorso) e infine l'itinerario della linea 5 venne modificato.
Sempre nel 1962, fu inaugurata la nuova linea per il quartiere di Collemarino (nato nel 1957 e divenuto uno dei più popolosi della città), essa si diramava dalla filovia che percorreva via Flaminia diretta a Falconara ed arrivava nella piazza centrale del nuovo quartiere.
Nella tabella seguente sono riportate le quattordici linee attive alla fine degli anni sessanta (di cui due solo estive), nell'ultima colonna si evidenziano quelle istituite nel 1962.
Il colore rosso indica il transito attraverso la galleria del Risorgimento, il colore nero attraverso Porta Pia, il colore blu il transito in via Flaminia. Questa simbologia era quella usata per indicare la linea negli stessi mezzi e nelle paline delle fermate.
| Denominazione della linea | Capolinea di partenza | Percorso | Capolinea di arrivo              | Lunghezza e note        |
| ------------------------- | --------------------- | --- | -------------------------------- | ----------------------- |
| 1                         | Ferrovia              | via Marconi - via XXIX Settembre - piazza Cavour - viale della Vittoria | piazza IV Novembre               | 4,5 km                  |
| 2 nero                    | piazza Cavour         | via XXIX Settembre - via Marconi - viale G. Bruno - piazza U. Bassi - viale Cristoforo Colombo - salita del Pinocchio | piazza del Pinocchio             | 5 km                    |
| 2 rosso                   | piazza Cavour         | galleria del Risorgimento - via Martiri della Resistenza - viadotto della Ricostruzione - piazza U. Bassi - viale Cristoforo Colombo - salita del Pinocchio                                                                                | piazza del Pinocchio             | Istituita nel 1962.     |
| 3 nero                    | piazza Cavour         | via XXIX Settembre - via Marconi - viale G. Bruno - piazza U. Bassi - viale Cristoforo Colombo - via Ascoli Piceno | piazza Padella                   | 5 km                    |
| 3 rosso                   | piazza Cavour         | galleria del Risorgimento - via Martiri della Resistenza - viadotto della Ricostruzione - piazza U. Bassi - viale Cristoforo Colombo - via Ascoli Piceno                                                                                   | piazza Padella                   | Istituita nel 1962      |
| 4                         | piazza Cavour         | via XXIX Settembre - via Marconi - viale G. Bruno - piazza U. Bassi - via Torresi - Le Grazie | Tavernelle                       | 5,2 km                  |
| 5                         | piazza Cavour         | galleria del Risorgimento - via Martiri della Resistenza - viadotto della Ricostruzione - piazza U. Bassi - viale Cristoforo Colombo - piazza d'Armi                                                                                       | ospedale psichiatrico            | Itinerario dopo il 1962 |
| circolare nera            | piazza Cavour         | corso Garibaldi - piazza del Teatro - via XXIX Settembre - via Marconi - piazzale Italia - corso Carlo Alberto - piazza U. Bassi - piazza d'Armi - viadotto della Ricostruzione - via Martiri della Resistenza - galleria del Risorgimento | piazza Cavour                    | Istituita nel 1962      |
| circolare rossa           | piazza Cavour         | galleria del Risorgimento - via Martiri della Resistenza - viadotto della Ricostruzione - piazza U. Bassi - piazza d'Armi - corso Carlo Alberto - piazzale Italia - via Marconi - via XXIX Settembre - piazza Kennedy - corso Stamira      | piazza Cavour                    | Istituita nel 1962      |
| Centro-Falconara          | via Castelfidardo     | via XXIX Settembre - via Marconi - stazione centrale - via Flaminia - Palombella - Torrette - Palombina Nuova - Palombina Vecchia - stazione di Falconara                                                                                  | passaggio a livello di Villanova | -                       |
| Diretto per Falconara     | via Castelfidardo     | senza fermate intermedie sino alla stazione di Falconara | passaggio a livello di Villanova | 13 km                   |
| Passetto-Palombina        | piazza IV Novembre    | viale della Vittoria - piazza Cavour - via XXIX Settembre - via Marconi - stazione centrale - via Flaminia - Palombella - Torrette | Palombina                        | 10 km Linea estiva      |
| Piano-Palombina           | piazza U. Bassi       | stazione centrale - via Flaminia - Palombella - Torrette | Palombina                        | 8 km Linea estiva       |
| Centro-Collemarino        | via Castelfidardo     | via XXIX Settembre - via Marconi - stazione c.le - via Flaminia - Torrette - viale Leonardo da Vinci | piazza G. Galilei                | Istituita nel 1962      |

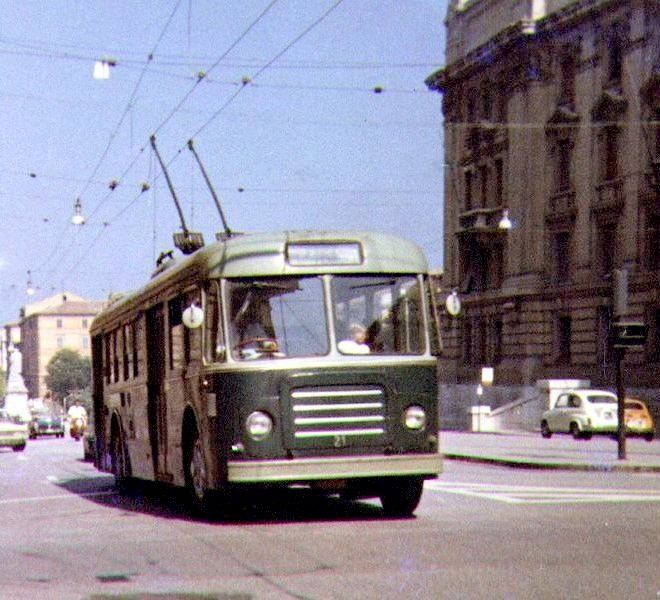
Il filobus Fiat 2401 Cansa in piazza XXIV Maggio; questo modello fu in servizio dal 1956 al 1987, prima con livrea biverde, poi rosso-gialla.

Esisteva dunque un doppio collegamento tra i rioni centrali e il rione del Piano, ottenendo in tal modo un anello filoviario tra centro e periferia storica con diramazioni dirette verso le principali espansioni urbane.

### Le dismissioni degli anni settanta
Dal 1970 in poi in Italia si diffuse una tendenza che portava a preferire il trasporto su autobus; anche ad Ancona numerose linee filoviarie vennero sostituite da autoservizi.
Nel 1970 fu dapprima soppressa la linea "3" e poco dopo (in occasione del terremoto del 1972) fu la volta della linea "2", di quella per Falconara e di quella per Collemarino.
La linea "4" sopravvisse fino al 1975 e la "5" fino al 1977.
Rimase infine una sola filovia attiva: quella della linea "1". I chilometri della rete passarono da ventisei a quattro.
Di tutto il parco filobus rimasero solo quattro 4 Fiat 668 seconda serie e cinque Fiat 2401 Cansa che furono in servizio sino agli anni Ottanta, ridipinti con i colori della bandiera municipale: rossi nella parte inferiore e gialli in quella superiore.

### I ripristini tra gli anni ottanta e il 2000
Dagli anni ottanta in poi, una maggiore coscienza ambientale mise a fuoco l'importante ruolo che il filobus può giocare per avere città più silenziose e con aria più pulita; ciò portò ad un'inversione di tendenza: non più dismissioni, ma ripristini e ammodernamento delle reti esistenti.
Nel 1983 si decise di ripristinare il servizio filoviario nel percorso tra la stazione centrale e piazza Ugo Bassi allungando l'itinerario della linea 1. A causa della mancanza di manutenzione sulla vecchia linea, si rese necessaria (nel 1985) l'installazione di una nuova linea aerea in via G. Bruno.
Nel frattempo entrarono in servizio nove nuovi filobus: i Menarini F201LU, promuovendo così un servizio di trasporto pubblico non inquinante e silenzioso.

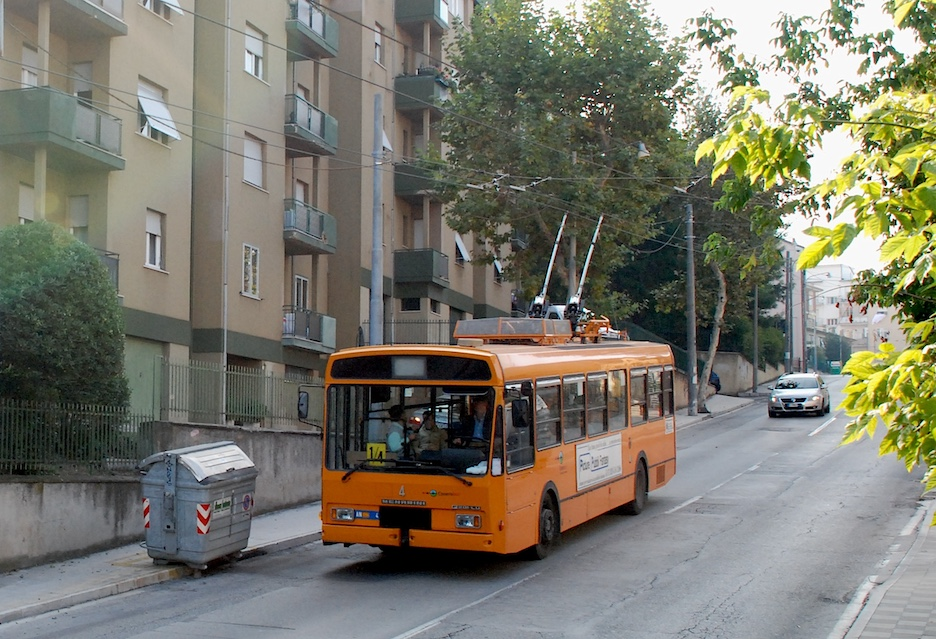
Il filobus Menarini F201 proveniente da Tavernelle sulla linea 1/4 nel 2007

### XXI secolo
L'acronimo ATMA, nel frattempo, ha cambiato ancora significato, acquisendo quello attuale di "Azienda Trasporti e Mobilità di Ancona".
Durante i primi anni duemila, si è provveduto a ripristinare il percorso della linea 4 lungo il vecchio tracciato (che già essa seguiva negli cinquanta) da piazza Ugo Bassi alle Tavernelle. L'inaugurazione si svolse il 20 dicembre 2007 con la realizzazione della nuova rotatoria filoviaria di piazza Ugo Bassi. In seguito a questo intervento le linee 1 e 4 sono state unificate ed indicate con il nome di 1/4..
Nello stesso anno, in corso Stamira è stato installato un secondo bifilare oltre a quello già esistente, rendendo la circolazione filoviaria a doppio senso di marcia. Ciò è stato necessario per sostituire la parallela linea aerea di corso Garibaldi, rimossa con la pedonalizzazione di quest'arteria.
Nel 2009 si è celebrato l'anniversario dei sessant'anni del servizio filoviario di Ancona; lo slogan scelto fu C'era una volta...el filobusse. Vennero organizzati spettacoli, mostre fotografiche e convegni. Per coincidenza, nello stesso anno, ricorreva il centesimo anniversario della elettrificazione della rete tranviaria cittadina. Ancona, anche sotto la spinta di associazioni ambientaliste, aderì al progetto "Città elettriche", volto a valorizzare ed estendere le reti filoviarie italiane.

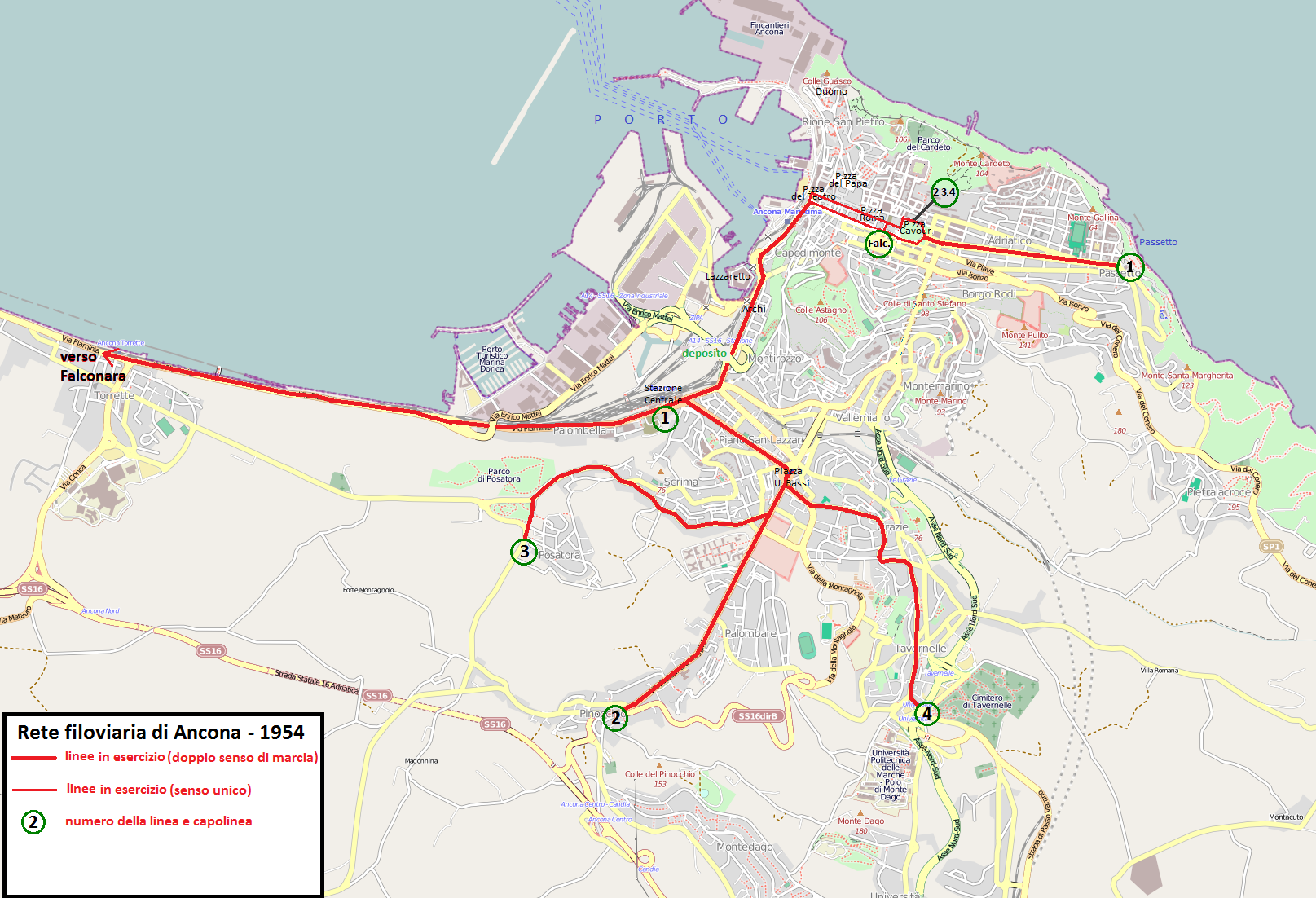
La rete filoviaria di Ancona nel 1955.
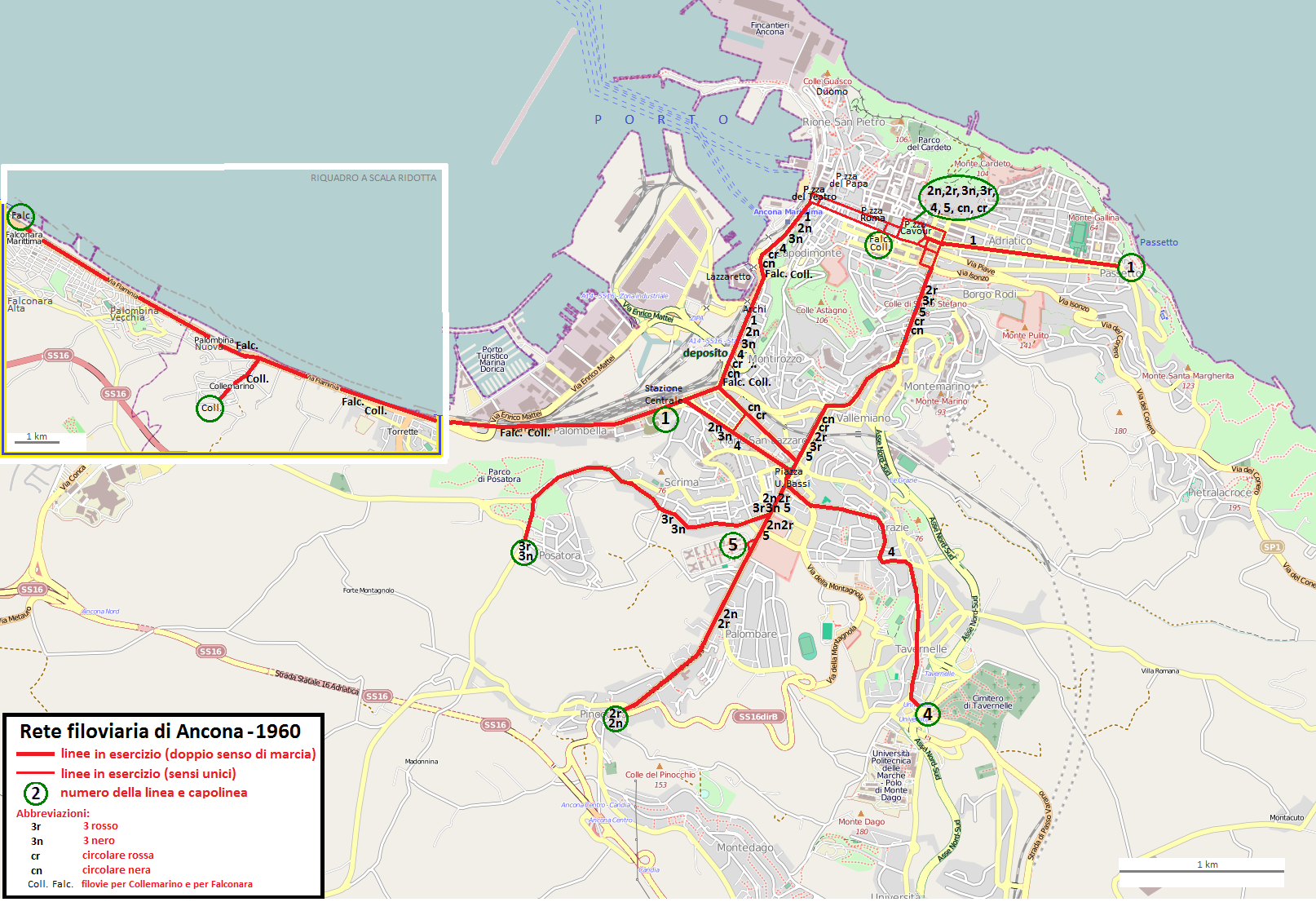
La rete filoviaria di Ancona negli anni sessanta: un anello tra centro e periferia storica, con sei diramazioni per un totale di circa ventitré chilometri.
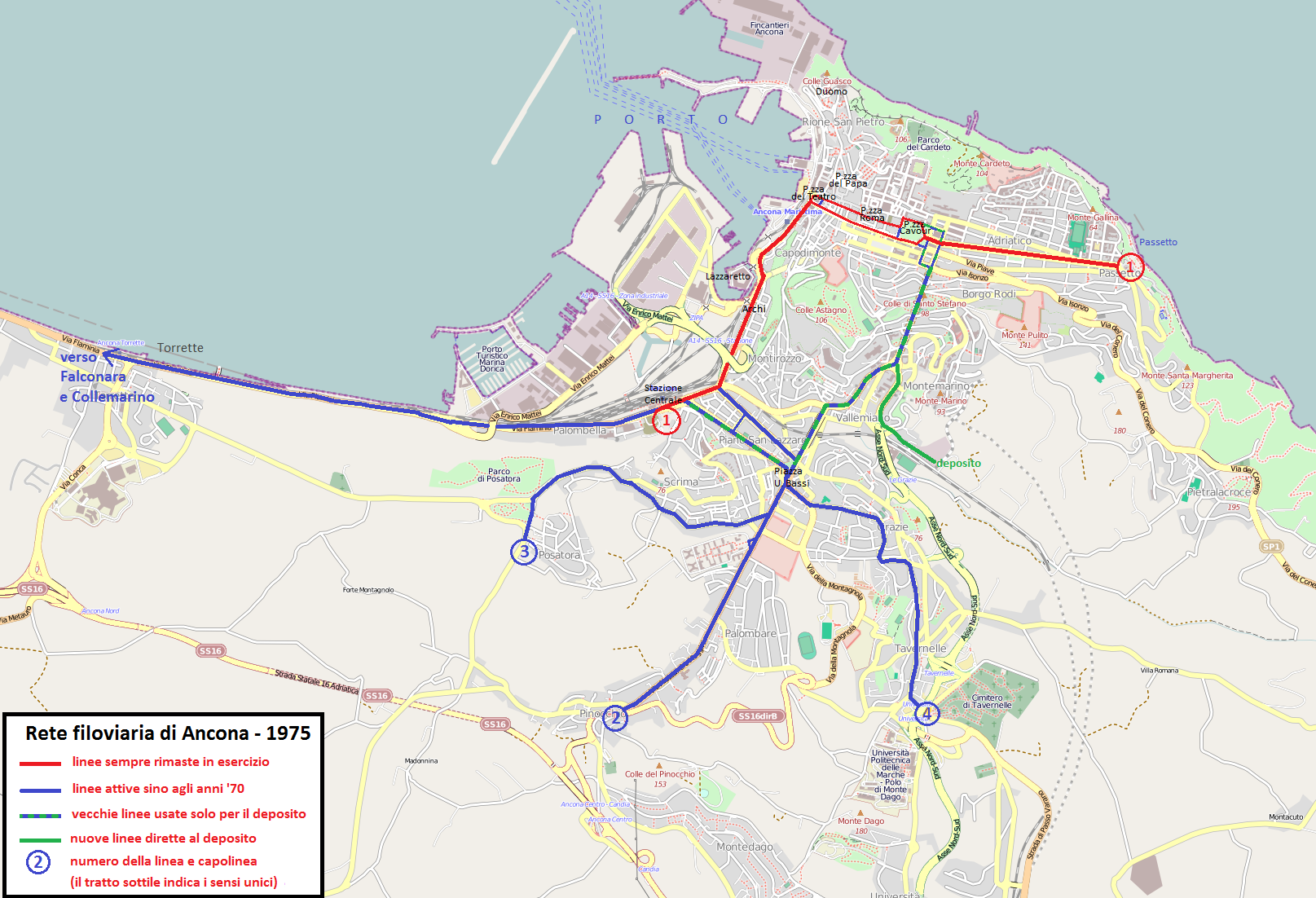
La rete filoviaria di Ancona dopo le dismissioni degli anni settanta: era attiva solo la linea 1.
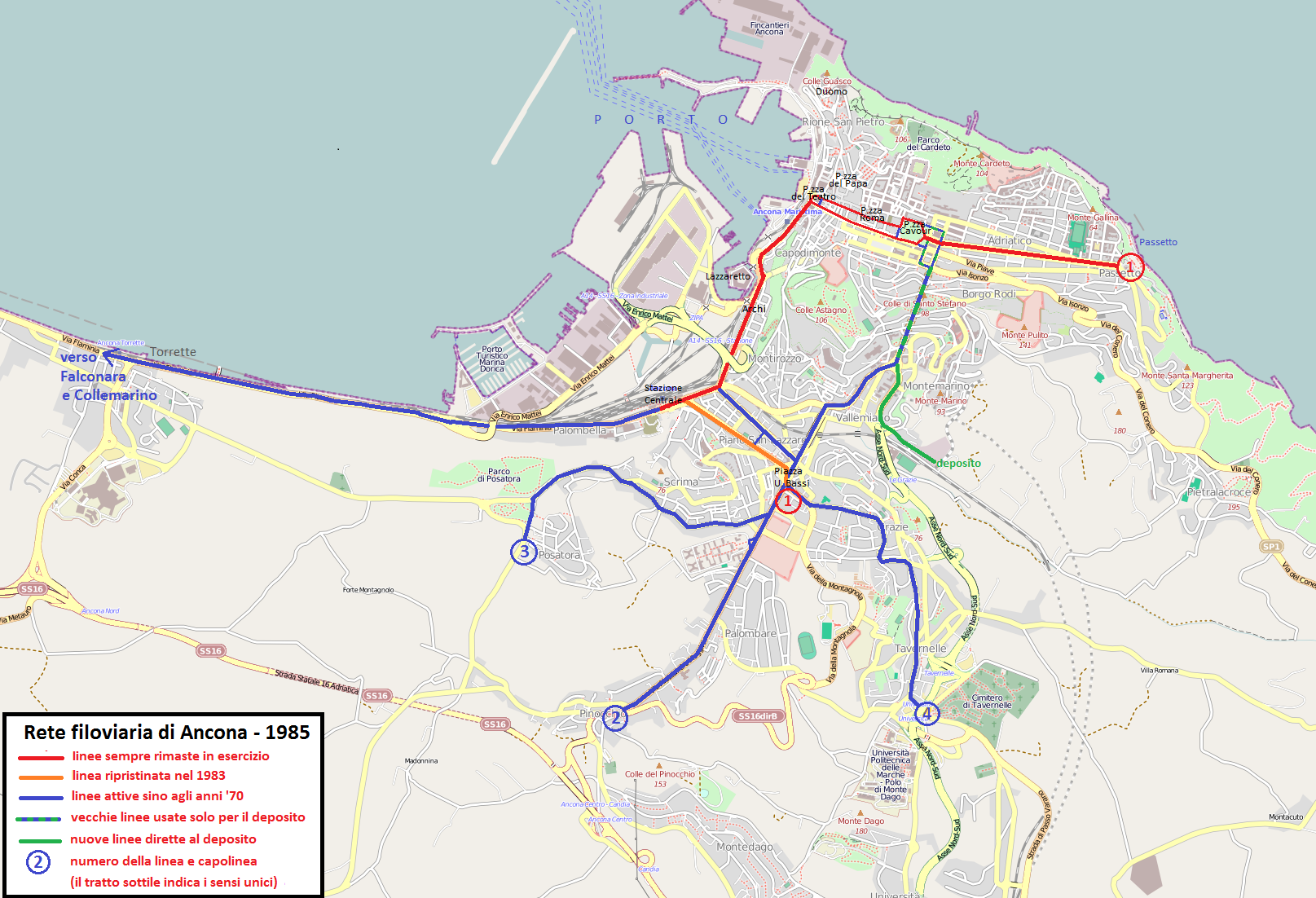
La rete filoviaria di Ancona negli anni novanta, con il ripristino del tratto tra la stazione centrale e il Piano, dove viene spostato il capolinea della linea 1.
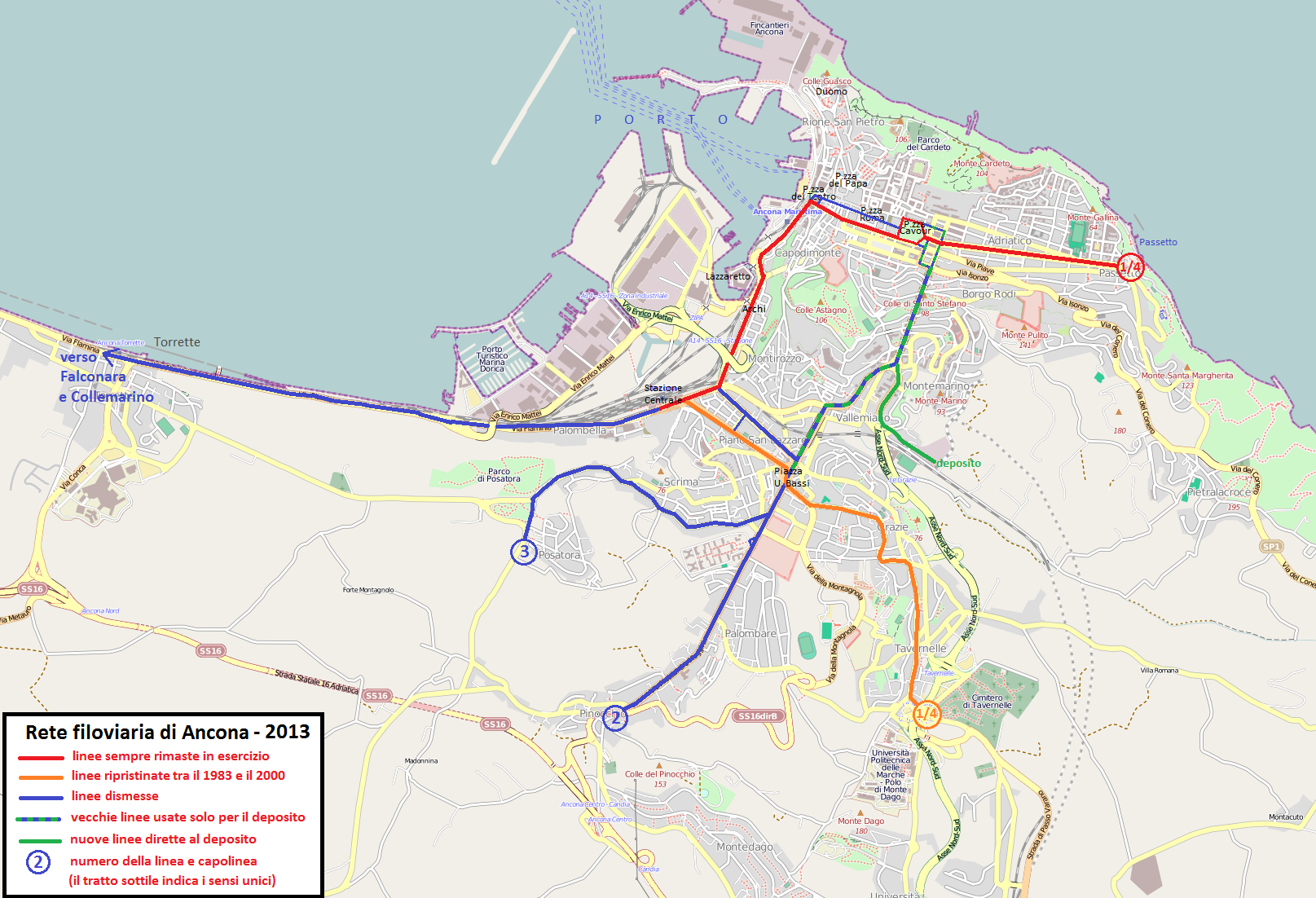
Situazione nel 2013, con il ripristino della linea 4 e del tratto del viadotto della Ricostruzione - via dei Martiri (in senso unico a salire) per raggiungere il deposito.

## Situazione attuale

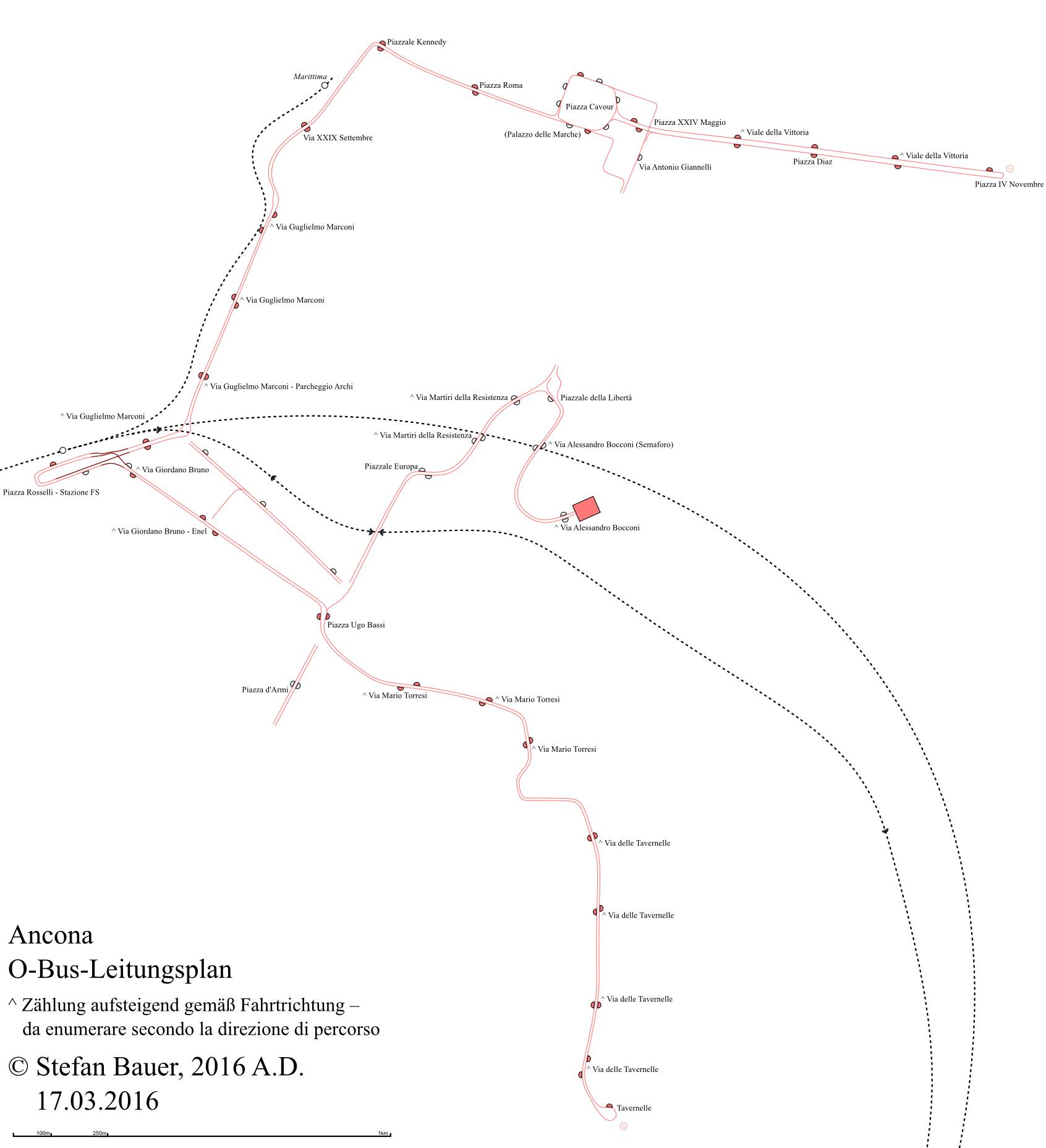
Mappa della situazione al 2019, senza il tratto della Galleria del Risorgimento tolto per lavori e non ancora ripristinato.

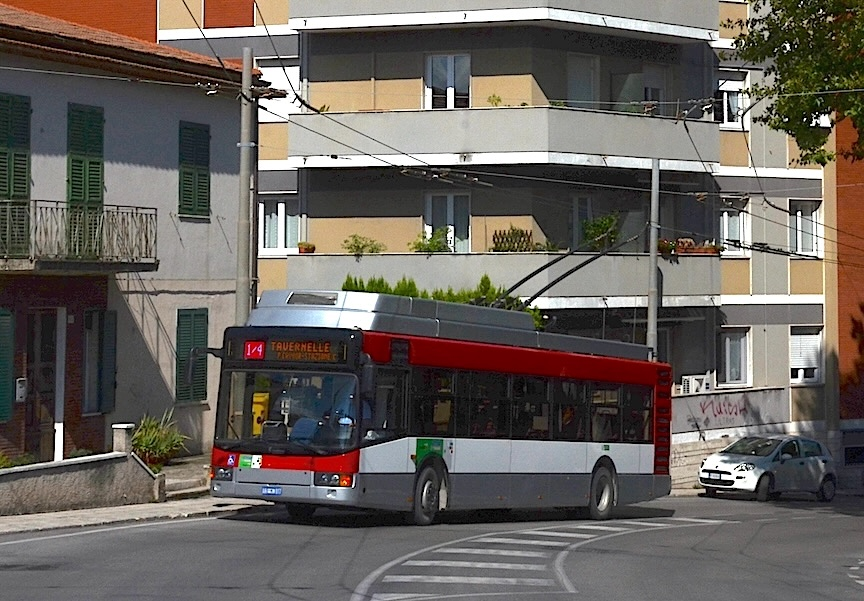
Un filobus AnsaldoBreda F22 in via Mario Torresi nel 2024

L'11 ottobre 2012, dopo 29 anni dall'ultimo acquisto, la città si è dotata di nuovi filobus: 3 filosnodati (Solaris Trollino 18) e 6 semplici (AnsaldoBreda F22). In particolare i filosnodati Trollino, entrati in servizio il 18 febbraio 2013, offrono un servizio d'avanguardia e attento alle persone con ridotte capacità motorie: i quattro accessi non hanno scalini e i mezzi sono forniti di pedana per disabili sulla seconda porta.
In occasione dei lavori di manutenzione straordinaria alle due estremità della Galleria del Risorgimento, effettuati nel corso dell'anno 2013, i relativi tratti di bifilare sono stati rimossi e non più ricollocati.
La rete attualmente si estende per 6,5 chilometri, ai quali si aggiungono circa 4 chilometri utilizzati solo per giungere al deposito. Esistono ancora alcuni tratti di bifilare, risalenti all'epoca d'oro degli anni sessanta, non collegati alla rete (via G. Pergolesi, corso Carlo Alberto e viale Cristoforo Colombo). L'azienda li mantiene per conservare i diritti di servitù, sperando in un futuro ripristino.

### Prospettive future
Nel 2019 è stato previsto dal Consiglio Comunale lo stanziamento a bilancio di circa 600.000 euro per la realizzazione di un anello filoviario tra i rioni centrali e quelli della prima periferia, ripristinando il bifilare lungo tutto il tratto tra la galleria del Risorgimento, via dei Martiri, via della Ricostruzione e piazza Ugo Bassi. In questo modo si potranno riattivare due linee filoviarie circolari dismesse negli anni settanta: la circolare rossa e la circolare nera. I capolinea non verranno però realizzati in zona centrale come nel passato, ma nel cuore della periferia storica, piazza Ugo Bassi, e nei pressi della stazione centrale.
La rete filoviaria arriverebbe così a circa 10 km di lunghezza e questo ampliamento ha lo scopo dichiarato di ridurre in modo consistente le emissioni di anidride carbonica.
Nel 2019, l'amministrazione comunale ha ottenuto dal Ministero delle infrastrutture 6,4 milioni di euro per il progetto di ripristino dell'anello filoviario, ma anche per miglioramenti della linea aerea di alimentazione e per l'acquisto di sei filobus snodati di ultima generazione. La frequenza dei filobus nelle varie linee passerà dagli attuali 8-10 minuti a meno di 7 minuti.
Nel 2020 è stata indetta la gara d'appalto per il ripristino dell'anello filoviario. Il progetto avrebbe dovuto essere completato nel 2021.
Nel 2022, a causa della mancata realizzazione dell'anello ferroviario e del mancato acquisto dei nuovi filobus che avrebbero dovuto percorrerlo, la città ha rischiato di perdere i 6,5 milioni di finanziamenti ministeriali che erano stati concessi, a cui si erano aggiunti altri 700.000 euro per il ripristino dell'anello filoviario; l'amministrazione comunale ha dichiarato che avrebbe chiesto una proroga, per non perdere i fondi. 
Nel marzo 2023 il problema sembrava risolto e la gara d'appalto per l'anello filoviario di Ancona è stata pubblicata nella Gazzetta Ufficiale; si era previsto il completamento dei lavori entro il 2024, ma a gennaio 2024 i fondi sono stati bloccati per alcuni punti critici nella progettazione; la situazione si è risolta nel giugno dello stesso anno, quando, grazie ad una variante che ha introdotto la tecnologia bimodale nel tratto piazza Ugo Bassi – via Giannelli, il progetto è stato finanziato con 6,5 milioni di euro dal Ministero dei Trasporti e 700 000 euro dal Comune.

## Mezzi

### Radiati o dismessi
Sulla linea per Falconara:
- mezzi dal n° 10 al n° 16: Alfa Romeo 140 AF SIAI Marchetti-Marelli, costruiti nel 1949, radiati nel 1972;
- mezzo n° 17: Alfa Romeo 140 AF Macchi-Marelli, costruito nel 1954, radiato nel 1972;
- mezzo n° 18: Lancia Esatau Stanga-TIBB, costruito nel 1963, radiato nel 1972;
- mezzi dal n° 19 al n° 20: Lancia Esatau Piaggio-Ansaldo, costruiti nel 1953 per la rete filoviaria di Genova[25], acquistati nel 1963, radiati nel 1972;
- mezzo n° 21: filotreno Alfa Romeo 900 Macchi-Marelli[26], costruito nel 1954, radiato nel 1968.

Sulle altre linee:
- mezzi dal n° 1 al n° 12: Fiat 668 F/110 Stanga-TIBB, costruiti negli anni 1949 e 1950, acquistati nel 1949 e radiati nel 1983;
- mezzi dal n° 13 al n° 16: Fiat 668 F/110 Stanga-TIBB, costruiti negli anni 1952 e 1953, radiati nel 1983;
- mezzi dal n° 17 al n° 21: Fiat 2401 FM Cansa-TIBB, costruiti negli anni 1956 e 1957, radiati nel 1987.
- mezzi dal n° 1 al n° 6: (dismessi per avaria) Menarini F201/1LU-TIBB, costruiti nell'anno 1983, nel 2001 ricostruiti con equipaggiamento elettrico da Albiero & Bocca
- mezzi dal n° 7 al n° 9: (dismessi per avaria) Menarini F201/2LU-TIBB, costruiti nell'anno 1987, nel 2001 ricostruiti con equipaggiamento elettrico da Albiero & Bocca
- mezzo n° 8: Menarini F201/2LU-TIBB, costruito nell'anno 1987, ricostruito nel 2001 con equipaggiamento elettrico da Albiero & Bocca, radiato nel 2013 dopo aver effettuato servizio per alcuni mesi alternandosi ai Solaris Trollino.

### In uso
- mezzi dal n° 010 al n° 012: filosnodati Solaris Trollino 18, in servizio dal 18 febbraio 2013
- mezzi dal n° 013 al n° 018: AnsaldoBreda F22, costruiti negli anni 2000 e 2001 per il rete filoviaria di Nancy; in prova dal 6 febbraio 2014; in servizio da fine 2014